# Sunamphitoe graxon
Sunamphitoe graxon is een vlokreeftensoort uit de familie van de Ampithoidae. De wetenschappelijke naam van de soort is voor het eerst geldig gepubliceerd in 1994 door Freewater & Lowry.